# Noitamina
Noitamina (ノイタミナ viết cách điệu là noitaminA, đảo chữ của từ "Animation") là một khung chương trình trên Fuji TV dành riêng cho anime, ban đầu phát sóng vào mỗi đêm Thứ Năm/sáng Thứ Sáu từ 0:45 đến 1:15 giờ Nhật Bản. Chương trình ra đời với mục tiêu mở rộng đối tượng khán giả nhắm đến vượt ngoài cả nhóm nhân khẩu nam thanh niên thông thường. Chương trình ra mắt vào tháng 4 năm 2005 dưới dạng khung chương trình dài nửa giờ đồng hồ. Toàn bộ tác phẩm anime trong chương trình khối đều do Fuji TV, Dentsu và thường là Sony Music Entertainment Japan (lẫn chi nhánh Aniplex) hợp tác thực hiện.
Khung giờ được mở rộng từ nửa giờ đồng hồ lên cả tiếng đồng hồ vào năm 2010, và lên sóng vào các đêm Thứ Năm/sáng Thứ Sáu lúc 0:45 đến 1:45 giờ Nhật Bản, song quay lại khung giờ dài nửa tiếng vào năm 2015 do 5 bộ phim do Noitamina sản xuất được chiếu tại các rạp ở Nhật cùng năm ấy. Bộ phim duy nhất không phải anime được phát sóng trên Noitamina là bản chuyển thể người đóng của Moyashimon vào năm 2010.
Ngày 15 tháng 4 năm 2010, Fuji TV và Funimation thông báo một thỏa thuận cho phép Funimation trình chiếu đồng thời các tác phẩm từ khung Noitamina ở Bắc Mỹ sau một tiếng phát sóng chúng ở Nhật Bản. Thỏa thuận được chuyển qua Aniplex of America sau khi Funimation bị Sony (chủ sở hữu của Aniplex) mua lại vào năm 2017.
Từ năm 2016 đến 2018, Fuji TV ký thỏa thuận Amazon để chiếu trực tuyến đồng thời và trực tuyến các bộ phim từ khung Noitamina thông qua dịch vụ Prime Instant Video vào ngày 17 tháng 3 năm 2016, bắt đầu bằng Kōtetsujō no Kabaneri, với Miền đất hứa thành tựa phim đầu tiên được chiếu từ khi thỏa thuận chiếu độc quyền không còn hiệu lực với Prime Video ở ngoài Nhật Bản nữa.

## Anime truyền hình
| Số  | Tựa phim                                               | Suất chiếu            | Ngày chiếu đầu                                       | Ngày chiếu cuối                                      | Số tập            | Xưởng phim                              | Ghi chú                                               |
| --- | ------------------------------------------------------ | --------------------- | ---------------------------------------------------- | ---------------------------------------------------- | ----------------- | --------------------------------------- | ----------------------------------------------------- |
| 1   | Honey and Clover                                       | 0:35                  | 14 tháng 4 năm 2005                                  | 26 tháng 9 năm 2005                                  | 24                | J.C.Staff                               | Dựa trên manga của Umino Chica                        |
| 2   | Paradise Kiss                                          | 0:35                  | 13 tháng 10 năm 2005                                 | 29 tháng 12 năm 2005                                 | 12                | Madhouse                                | Dựa trên manga của Yazawa Ai                          |
| 3   | Ayakashi: Samurai Horror Tales                         | 0:35                  | 13 tháng 1 năm 2006                                  | 24 tháng 3 năm 2006                                  | 11                | Toei Animation                          | Dựa trên truyện cổ tích Nhật Bản                      |
| 4   | Jyu-Oh-Sei                                             | 0:45                  | 13 tháng 4 năm 2006                                  | 22 tháng 6 năm 2006                                  | 11                | Bones                                   | Dựa trên manga của Itsuki Natsumi                     |
| 5   | Honey and Clover II                                    | 0:45                  | 29 tháng 6 năm 2006                                  | 14 tháng 9 năm 2006                                  | 12                | J.C.Staff                               | Phần tiếp theo của Honey and Clover                   |
| 6   | Hataraki Man                                           | 0:45                  | 12 tháng 10 năm 2006                                 | 21 tháng 12 năm 2006                                 | 11                | Gallop                                  | Dựa trên manga của Anno Moyoco                        |
| 7   | Nodame Cantabile                                       | 0:45                  | 11 tháng 6 năm 2007                                  | 28 tháng 6 năm 2007                                  | 23                | J.C.Staff                               | Dựa trên manga của Ninomiya Tomoko                    |
| 8   | Mononoke                                               | 0:45                  | 12 tháng 7 năm 2007                                  | 27 tháng 9 năm 2007                                  | 12                | Toei Animation                          | Phần ngoại truyện của Ayakashi                        |
| 9   | Moyashimon: Tales of Agriculture                       | 0:45                  | 12 tháng 10 năm 2007                                 | 21 tháng 12 năm 2007                                 | 11                | Shirogumi và Telecom Animation Film     | Dựa trên manga của Masayuki Ishikawa                  |
| 10  | Hakaba Kitarō                                          | 0:45                  | 10 tháng 1 năm 2008                                  | 20 tháng 3 năm 2008                                  | 11                | Toei Animation                          | Dựa trên manga của Mizuki Shigeru                     |
| 11  | Library War                                            | 0:45                  | 10 tháng 4 năm 2008                                  | 26 tháng 6 năm 2008                                  | 12                | Production I.G                          | Dựa trên light novel của Arikawa Hiro                 |
| 12  | Antique Bakery                                         | 0:45                  | 3 tháng 7 năm 2008                                   | 18 tháng 9 năm 2008                                  | 12                | Nippon Animation và Shirogumi           | Dựa trên manga của Yoshinaga Fumi                     |
| 13  | Nodame Cantabile: Paris Chapter                        | 0:45                  | 9 tháng 10 năm 2008                                  | 18 tháng 12 năm 2008                                 | 11                | J.C.Staff                               | Phần tiếp theo của Nodame Cantabile                   |
| 14  | Genji Monogatari Sennenki                              | 0:45                  | 15 tháng 1 năm 2009                                  | 26 tháng 3 năm 2009                                  | 11                | TMS Entertainment và Tezuka Productions | Chuyển thể từ Truyện kể Genji                         |
| 15  | Higashi no Eden                                        | 0:45                  | 9 tháng 4 năm 2009                                   | 18 tháng 6 năm 2009                                  | 11                | Production I.G                          | Nguyên tác                                            |
| 16  | Tokyo Magnitude 8.0                                    | 0:45                  | 9 tháng 7 năm 2009                                   | 17 tháng 9 năm 2009                                  | 11                | Bones và Kinema Citrus                  | Nguyên tác                                            |
| 17  | Kūchū Buranko                                          | 0:45                  | 15 tháng 10 năm 2009                                 | 24 tháng 12 năm 2009                                 | 11                | Toei Animation                          | Dựa trên loạt truyện ngắn của Okuda Hideo             |
| 18  | Nodame Cantabile: Finale                               | 0:45                  | 14 tháng 1 năm 2010                                  | 25 tháng 3 năm 2010                                  | 11                | J.C.Staff                               | Phần tiếp theo của Nodame Cantabile: Paris Chapter    |
| 19  | Sarai-ya Goyō                                          | 0:45                  | 15 tháng 4 năm 2010                                  | 1 tháng 7 năm 2010                                   | 12                | Manglobe                                | Dựa trên manga của Ono Natsume                        |
| 20  | Yojōhan Shinwa Taikei                                  | 1:15 0:55 (tái chiếu) | 22 tháng 4 năm 2010                                  | 1 tháng 7 năm 2010 24 tháng 6 năm 2022 (tái chiếu)   | 11 12 (tái chiếu) | Madhouse                                | Dựa trên tiểu thuyết của Morimi Tomihiko              |
| 21  | Moyashimon (người đóng)                                | 0:45                  | 8 tháng 7 năm 2010                                   | 16 tháng 9 năm 2010                                  | 11                | Shirogumi                               | Bản chuyển thể người đóng của Moyashimon              |
| 22  | Shiki                                                  | 1:15                  | 8 tháng 7 năm 2010                                   | 30 tháng 12 năm 2010                                 | 22                | Daume                                   | Dựa trên loạt tiểu thuyết của Ono Fuyumi              |
| 23  | Kuragehime                                             | 0:45                  | 14 tháng 10 năm 2010                                 | 30 tháng 12 năm 2010                                 | 11                | Brain's Base                            | Dựa trên manga của Higashimura Akiko                  |
| 24  | Fractale                                               | 0:45                  | 13 tháng 1 năm 2011                                  | 31 tháng 3 năm 2011                                  | 11                | A-1 Pictures và Ordet                   | Nguyên tác                                            |
| 25  | Hōrō Musuko                                            | 1:15                  | 13 tháng 1 năm 2011                                  | 31 tháng 3 năm 2011                                  | 11                | AIC                                     | Dựa trên manga của Shimura Takako                     |
| 26  | [C]                                                    | 0:45                  | 14 tháng 4 năm 2011                                  | 23 tháng 6 năm 2011                                  | 11                | Tatsunoko Production                    | Nguyên tác                                            |
| 27  | Ano Hi Mita Hana no Namae o Bokutachi wa Mada Shiranai | 1:15                  | 14 tháng 4 năm 201111 tháng 7 năm 2013 (tái chiếu)   | 23 tháng 6 năm 2011 19 tháng 9 năm 2013 (tái chiếu)  | 11                | A-1 Pictures                            | Nguyên tác                                            |
| 28  | Usagi Doroppu                                          | 0:45                  | 7 tháng 7 năm 2011                                   | 15 tháng 9 năm 2011                                  | 11                | Production I.G                          | Dựa trên manga của Unita Yumi                         |
| 29  | No. 6                                                  | 1:15                  | 7 tháng 7 năm 2011                                   | 15 tháng 9 năm 2011                                  | 11                | Bones                                   | Dựa trên loạt tiểu thuyết của Atsuko Asano            |
| 30  | Un-Go                                                  | 0:45                  | 13 tháng 10 năm 2011                                 | 22 tháng 12 năm 2011                                 | 11                | Bones                                   | Chủ yếu dựa trên tác phẩm của Sakaguchi Ango          |
| 31  | Guilty Crown                                           | 1:15                  | 13 tháng 10 năm 2011                                 | 22 tháng 3 năm 2012                                  | 22                | Production I.G                          | Nguyên tác                                            |
| 32  | Thermae Romae                                          | 0:45                  | 12 tháng 1 năm 2012                                  | 26 tháng 1 năm 2012                                  | 3                 | DLE                                     | Dựa trên manga của Yamazaki Mari                      |
| 33  | Black Rock Shooter                                     | 0:45                  | 2 tháng 2 năm 2012                                   | 22 tháng 3 năm 2012                                  | 8                 | Ordet và Sanzigen                       | Liên quan đến OVA Black Rock Shooter                  |
| 34  | Sakamichi no Aporon                                    | 0:45                  | 12 tháng 4 năm 2012                                  | 28 tháng 6 năm 2012                                  | 12                | MAPPA và Tezuka Productions             | Dựa trên manga của Yuki Kodama                        |
| 35  | Tsuritama                                              | 1:15 0:55 (tái chiếu) | 12 tháng 4 năm 2012 24 tháng 4 năm 2020 (tái chiếu)  | 28 tháng 6 năm 2012 3 tháng 7 năm 2020 (tái chiếu)   | 12                | A-1 Pictures                            | Nguyên tác                                            |
| 36  | Moyashimon Returns                                     | 0:45                  | 5 tháng 7 năm 2012                                   | 13 tháng 9 năm 2012                                  | 11                | Shirogumi và Telecom Animation Film     | Phần tiếp theo của Moyashimon                         |
| 37  | Natsuyuki Rendezvous                                   | 1:15                  | 5 tháng 7 năm 2012                                   | 13 tháng 9 năm 2012                                  | 11                | Dogakobo                                | Dựa trên manga của Haruka Kawachi                     |
| 38  | Psycho-Pass                                            | 0:45 1:20 (tái chiếu) | 11 tháng 10 năm 2012 10 tháng 7 năm 2014 (tái chiếu) | 21 tháng 3 năm 2013 25 tháng 9 năm 2014 (tái chiếu)  | 22 11 (tái chiếu) | Production I.G                          | Nguyên tác                                            |
| 39  | Robotics;Notes                                         | 1:15                  | 11 tháng 10 năm 2012                                 | 21 tháng 3 năm 2013                                  | 22                | Production I.G                          | Dựa trên visual novel của 5pb.                        |
| 40  | Katanagatari                                           | 0:45                  | 11 tháng 4 năm 2013                                  | 27 tháng 6 năm 2013                                  | 12                | White Fox                               | Dựa trên light novel của Nisio Isin                   |
| 41  | Gin no Saji (mùa một)                                  | 0:45                  | 11 tháng 7 năm 2013                                  | 19 tháng 9 năm 2013                                  | 11                | A-1 Pictures                            | Dựa trên manga của Hiromu Arakawa                     |
| 42  | Galilei Donna                                          | 0:50                  | 10 tháng 10 năm 2013                                 | 19 tháng 12 năm 2013                                 | 11                | A-1 Pictures                            | Nguyên tác                                            |
| 43  | Samurai Flamenco                                       | 1:20                  | 10 tháng 10 năm 2013                                 | 27 tháng 3 năm 2014                                  | 22                | Manglobe                                | Nguyên tác                                            |
| 44  | Silver Spoon (mùa hai)                                 | 0:50                  | 9 tháng 1 năm 2014                                   | 27 tháng 3 năm 2014                                  | 11                | A-1 Pictures                            | Phần tiếp theo của Silver Spoon                       |
| 45  | Ping Pong                                              | 0:50                  | 10 tháng 4 năm 2014                                  | 19 tháng 6 năm 2014                                  | 11                | Tatsunoko Production                    | Dựa trên manga của Taiyō Matsumoto                    |
| 46  | Nanana's Buried Treasure                               | 1:20                  | 10 tháng 4 năm 2014                                  | 19 tháng 6 năm 2014                                  | 11                | A-1 Pictures                            | Dựa trên light novel của Kazuma Ōtorino               |
| 47  | Zankyō no Teroru                                       | 0:50                  | 10 tháng 7 năm 2014                                  | 25 tháng 9 năm 2014                                  | 11                | MAPPA                                   | Nguyên tác                                            |
| 48  | Psycho-Pass 2                                          | 0:50                  | 9 tháng 10 năm 2014                                  | 18 tháng 12 năm 2014                                 | 11                | Tatsunoko Production                    | Phần tiếp theo của Psycho-Pass                        |
| 49  | Your Lie in April                                      | 1:15                  | 9 tháng 10 năm 2014                                  | 19 tháng 3 năm 2015                                  | 22                | A-1 Pictures                            | Dựa trên manga của Naoshi Arakawa                     |
| 50  | Saenai Hiroin no sodatekata                            | 0:50                  | 8 tháng 1 năm 2015                                   | 26 tháng 3 năm 2015                                  | 13                | A-1 Pictures                            | Dựa trên light novel của Fumiaki Maruto               |
| 51  | Punch Line                                             | 0:55                  | 9 tháng 4 năm 2015                                   | 25 tháng 6 năm 2015                                  | 12                | MAPPA                                   | Nguyên tác                                            |
| 52  | Rampo Kitan: Game of Laplace                           | 0:55                  | 2 tháng 7 năm 2015                                   | 17 tháng 9 năm 2015                                  | 11                | Lerche                                  | Chủ yếu dựa trên các tác phẩm của Ranpo Edogawa       |
| 53  | The Perfect Insider                                    | 0:55                  | 8 tháng 10 năm 2015                                  | 17 tháng 12 năm 2015                                 | 11                | A-1 Pictures                            | Dựa trên tiểu thuyết của Hiroshi Mori                 |
| 54  | Erased                                                 | 0:55                  | 7 tháng 1 năm 2016                                   | 24 tháng 3 năm 2016                                  | 12                | A-1 Pictures                            | Dựa trên manga của Kei Sanbe                          |
| 55  | Kabaneri of the Iron Fortress                          | 0:55                  | 7 tháng 4 năm 2016                                   | 30 tháng 6 năm 2016                                  | 12                | Wit Studio                              | Nguyên tác                                            |
| 56  | Battery                                                | 0:55                  | 14 tháng 7 năm 2016                                  | 22 tháng 9 năm 2016                                  | 11                | Zero-G                                  | Dựa trên tiểu thuyết của Atsuko Asano                 |
| 57  | The Great Passage                                      | 0:55                  | 13 tháng 10 năm 2016                                 | 23 tháng 12 năm 2016                                 | 11                | Zexcs                                   | Dựa trên tiểu thuyết của Shion Miura                  |
| 58  | Kuzu no Honkai                                         | 0:55                  | 12 tháng 1 năm 2017                                  | 30 tháng 3 năm 2017                                  | 12                | Lerche                                  | Dựa trên manga của Mengo Yokoyari                     |
| 59  | Saenai Hiroin no sodatekata                            | 0:55                  | 13 tháng 4 năm 2017                                  | 23 tháng 6 năm 2017                                  | 12                | A-1 Pictures                            | Phần tiếp theo của Saenai Hiroin no sodatekata        |
| 60  | Dive!!                                                 | 0:55                  | 6 tháng 7 năm 2017                                   | 21 tháng 9 năm 2017                                  | 12                | Zero-G                                  | Dựa trên tiểu thuyết của Mori Eto                     |
| 61  | Inuyashiki                                             | 0:55                  | 12 tháng 10 năm 2017                                 | 22 tháng 12 năm 2017                                 | 11                | MAPPA                                   | Dựa trên manga của Oku Hiroya                         |
| 62  | After the Rain                                         | 0:55                  | 12 tháng 1 năm 2018                                  | 29 tháng 3 năm 2018                                  | 12                | Wit Studio                              | Dựa trên manga của Mayuzuki Jun                       |
| 63  | Wotakoi: Love Is Hard for Otaku                        | 0:55                  | 12 tháng 4 năm 2018                                  | 22 tháng 6 năm 2018                                  | 11                | A-1 Pictures                            | Dựa trên manga của Fujita                             |
| 64  | Banana Fish                                            | 0:55                  | 5 tháng 7 năm 2018                                   | 20 tháng 12 năm 2018                                 | 24                | MAPPA                                   | Dựa trên manga của Akimi Yoshida                      |
| 65  | Miền đất hứa (mùa một)                                 | 0:55                  | 11 tháng 1 năm 20199 tháng 10 năm 2020 (tái chiếu)   | 29 tháng 3 năm 2019 25 tháng 12 năm 2020 (tái chiếu) | 12                | CloverWorks                             | Dựa trên manga của Shirai Kaiu và Demizu Posuka       |
| 66  | Sarazanmai                                             | 0:55                  | 12 tháng 4 năm 2019                                  | 21 tháng 6 năm 2019                                  | 11                | MAPPA và Lapin Track                    | Nguyên tác                                            |
| 67  | Given                                                  | 0:55                  | 12 tháng 7 năm 2019                                  | 20 tháng 9 năm 2019                                  | 11                | Lerche                                  | Dựa trên manga của Natsuki Kizu                       |
| 68  | Psycho-Pass 3                                          | 0:55                  | 25 tháng 10 năm 2019                                 | 13 tháng 12 năm 2019                                 | 8                 | Production I.G                          | Phần tiếp theo của Psycho-Pass 2                      |
| 69  | Uchitama?! Have you seen my Tama?                      | 0:55                  | 10 tháng 1 năm 2020                                  | 20 tháng 3 năm 2020                                  | 11                | MAPPA and Lapin Track                   | Dựa trên nhượng quyền của Sony Creative Products Inc. |
| 70  | Fugō Keiji Baransu Anrimiteddo                         | 0:55                  | 10 tháng 4 năm 2020                                  | 25 tháng 9 năm 2020                                  | 11                | CloverWorks                             | Dựa trên tiểu thuyết của Tsutsui Yasutaka             |
| 71  | Nī Ten Yonsan Seiin Kōkō Danshi Barē-bu                | 0:55                  | 8 tháng 1 năm 2021                                   | 26 tháng 3 năm 2021                                  | 12                | David Production                        | Dựa trên light novel của Kabei Yukako                 |
| 72  | Miền đất hứa (mùa hai)                                 | 1:25                  | 8 tháng 1 năm 2021                                   | 26 tháng 3 năm 2021                                  | 11                | CloverWorks                             | Mùa phim thứ hai của Miền đất hứa                     |
| 73  | Backflip!!                                             | 0:55                  | 9 tháng 4 năm 2021                                   | 25 tháng 6 năm 2021                                  | 12                | Zexcs                                   | Nguyên tác                                            |
| 74  | Heion Sedai no Idaten-tachi                            | 0:55                  | 23 tháng 7 năm 2021                                  | 1 tháng 10 năm 2021                                  | 11                | MAPPA                                   | Dựa trên manga của Amahara và Coolkyousinnjya         |
| 75  | Ōsama Rankingu                                         | 0:55                  | 15 tháng 19 năm 2021                                 | 25 tháng 10 năm 2022                                 | 23                | Wit Studio                              | Dựa trên manga của Tōka Sōsuke                        |
| 76  | Yofukashi no Uta (mùa một)                             | 0:55                  | 8 tháng 7 năm 2022                                   | 30 tháng 9 năm 2022                                  | 13                | Liden Films                             | Dựa trên manga của Kotoyama                           |
| 77  | Urusei Yatsura (mùa một)                               | 0:55                  | 14 tháng 10 năm 2022                                 | 24 tháng 3 năm 2023                                  | 23                | David Production                        | Dựa trên manga của Rumiko Takahashi                   |
| 78  | Ranking of Kings: The Treasure Chest of Courage        | 0:55                  | 14 tháng 4 năm 2023                                  | 16 tháng 6 năm 2023                                  | 10                | Wit Studio                              | Ngoại truyện của Ranking of Kings                     |
| 79  | Rurouni Kenshin                                        | 0:55                  | 7 tháng 7 năm 2023                                   | 15 tháng 12 năm 2023                                 | 24                | Liden Films                             | Dựa trên manga của Watsuki Nobuhiro                   |
| 80  | Urusei Yatsura (mùa hai)                               | 0:55                  | 12 tháng 1 năm 2024                                  | TBA                                                  | TBA               | David Production                        | Mùa phim thứ hai của Urusei Yatsura                   |
| 81  | Senpai Is an Otokonoko                                 | 0:55                  | 5 tháng 7 năm 2024                                   | TBA                                                  | TBA               | Project No.9                            | Dựa trên manga của Pom                                |
| 82  | Rurouni Kenshin: Kyoto Disturbance                     | 0:55                  | tháng 10 năm 2024                                    | TBA                                                  | TBA               | Liden Films                             | Mùa phim thứ hai của Rurouni Kenshin                  |
| TBA | Call of the Night (mùa hai)                            | 0:55                  | TBA                                                  | TBA                                                  | TBA               | Liden Films                             | Mùa phim thứ hai của Call of the Night                |

## Anime điện ảnh
| #  | Tựa phim                                                                        | Ngày phát hành       | Xưởng phim               | Ghi chú |
| -- | ------------------------------------------------------------------------------- | -------------------- | ------------------------ | --- |
| 1  | Higashi no Eden Compilation: Air Communication                                  | 26 tháng 9 năm 2009  | Production I.G           | Tái biên tập lại 11 tập phim Higashi no Eden                                                                                          |
| 2  | Higashi no Eden: The King of Eden                                               | 28 tháng 1 năm 2009  | Production I.G           | Phần tiếp theo của Higashi no Eden |
| 3  | Higashi no Eden: Paradise Lost                                                  | 13 tháng 3 năm 2010  | Production I.G           | Phần tiếp theo của Higashi no Eden: The King of Eden                                                                                  |
| 4  | Un-Go episode:0 Inga chapter                                                    | 19 tháng 11 năm 2011 | Bones                    | Phần tiền truyện của Un-Go |
| 5  | Library War: The Wings of Revolution                                            | 16 tháng 6 năm 2012  | Production I.G           | Liên quan đến Library War |
| 6  | Anohana the Movie: The Flower We Saw That Day                                   | 31 tháng 8 năm 2013  | A-1 Pictures             | Tuyển tập Anohana: The Flower We Saw That Day với phần vĩ thanh mới                                                                   |
| 7  | Psycho-Pass: The Movie                                                          | 9 tháng 1 năm 2015   | Production I.G           | Phần tiếp theo của Psycho-Pass 2 |
| 8  | Typhoon Noruda                                                                  | 5 tháng 6 năm 2015   | Studio Colorido          | Nguyên tác |
| 9  | The Anthem of the Heart                                                         | 19 tháng 9 năm 2015  | A-1 Pictures             | Nguyên tác |
| 10 | The Empire of Corpses                                                           | 2 tháng 10 năm 2015  | Wit Studio               | Dựa trên tiểu thuyết của Project Itoh                                                                                                 |
| 11 | Harmony                                                                         | 13 tháng 11 năm 2015 | Studio 4°C               | Dựa trên tiểu thuyết của Project Itoh                                                                                                 |
| 12 | Kabaneri of the Iron Fortress: Gathering Light                                  | 31 tháng 12 năm 2016 | Wit Studio               | Phần một của tuyển tập Kabaneri of the Iron Fortress                                                                                  |
| 13 | Kabaneri of the Iron Fortress: Burning Life                                     | 7 tháng 1 năm 2017   | Wit Studio               | Phần hai của truyển tập Kabaneri of the Iron Fortress                                                                                 |
| 14 | Genocidal Organ                                                                 | 3 tháng 2 năm 2017   | Manglobe and Geno Studio | Dựa trên tiểu thuyết của Project Itoh                                                                                                 |
| 15 | Night Is Short, Walk On Girl                                                    | 7 tháng 4 năm 2017   | Science Saru             | Dựa trên tiểu thuyết của Morimi Tomihiko                                                                                              |
| 16 | Lu over the Wall                                                                | 19 tháng 5 năm 2017  | Science Saru             | Nguyên tác |
| 17 | Penguin Highway                                                                 | 17 tháng 8 năm 2018  | Studio Colorido          | Dựa trên tiểu thuyết của Morimi Tomihiko                                                                                              |
| 18 | Psycho-Pass: Sinners of the System - Case 1: Crime and Punishment               | 25 tháng 1 năm 2019  | Production I.G           | Phần phim điện ảnh đầu tiên của loạt bộ ba Psycho-Pass: Sinners of the System và phần tiếp theo của Psycho-Pass: The Movie            |
| 19 | Psycho-Pass: Sinners of the System - Case 2: First Guardian                     | 15 tháng 2 năm 2019  | Production I.G           | Phần phim điện ảnh thứ hai của loạt bộ ba Psycho-Pass: Sinners of the System và phần tiền truyện của Psycho-Pass                      |
| 20 | Psycho-Pass: Sinners of the System - Case 3: On the Other Side of Love and Hate | 8 tháng 3 năm 2019   | Production I.G           | Phần phim điện ảnh thứ ba và phần cuối của loạt bộ ba Psycho-Pass: Sinners of the System và phần tiếp theo của Psycho-Pass: The Movie |
| 21 | The Wonderland                                                                  | 26 tháng 4 năm 2019  | Signal.MD                | Dựa trên tiểu thuyết của Kashiwaba Sachiko                                                                                            |
| 22 | Kabaneri of the Iron Fortress: Unato Decisive Battle                            | 10 tháng 5 năm 2019  | Wit Studio               | Phần tiếp theo của Kabaneri of the Iron Fortress                                                                                      |
| 23 | Lướt sóng cùng em                                                               | 21 tháng 5 năm 2019  | Science Saru             | Nguyên tác |
| 24 | Bầu trời xanh của em                                                            | 11 tháng 10 năm 2019 | CloverWorks              | Nguyên tác |
| 25 | Saekano the Movie: Finale                                                       | 26 tháng 10 năm 2019 | CloverWorks              | Phần tiếp theo của Saekano: How to Raise a Boring Girlfriend ♭                                                                        |
| 26 | Psycho-Pass 3: First Inspector                                                  | 27 tháng 3 năm 2020  | Production I.G           | Phần tiếp theo của Psycho-Pass 3 |
| 27 | Given                                                                           | 22 tháng 8 năm 2020  | Lerche                   | Phần tiếp theo của Given TV series |
| 28 | Backflip!!                                                                      | 2 tháng 7 năm 2022   | Zexcs                    | Phần tiếp theo của Backflip!! |